# 鶴棲別墅
24°03′18″N 120°26′02″E / 24.0549684414475°N 120.43397045011°E
鶴棲別墅是一棟位於彰化縣鹿港鎮後車巷的閩南式及西洋式混合風格宅第，始建於清朝末年，經多次改建後形成今日樣貌。2018年2月17日，改建為郊行博物館。2019年8月正式掛牌「工藝展覽館」，藉由展覽呈現地方傑出工藝。

## 概略
鶴棲別墅是由數棟建築組成，其中，王煌故居大厝建成於清朝末年，第一進門廳則為日治時期市區改正時所修建。此宅為昔日王煌經營金融信託業之場所，並以「三泰行」商號與大陸貿易。 其正廳書法及人物彩繪為鹿港秀才鄭鴻猷於1914年所繪。2016年，鶴棲別墅整修完工，開始對外開放大眾參觀。

## 建築

### 風格
鶴棲別墅的主體是一棟花園洋樓，其樣式屬於閩南及西洋折衷樣式；其第一進為西洋式半圓柱洋樓，立面為閩洋折衷風格，第二進為傳統閩南式合院住宅。其第一進院門中央為圓拱門型式，兩旁飾有西洋式柱子，左右間各一圓拱窗。

### 格局配置
其格局主要為傳統式三進兩院落建築；第一進門廳緊臨後車巷，第三進臨後側施進忠古宅。其正廳面寬五開間，中間為神明廳，兩旁廂房為起居間。

### 文物
其內部之神龕屏壁全為木作板壁，室內屋架大樑彩繪為郭新林之作品，正廳有鄭鴻猷創作的書法及人物畫。

## 外部鏈結
- 文化部文化資產局